# Badia d'Alofi
La badia d'Alofi (en anglès: Alofi Bay) està situada a la part nord de la gran badia que compon la major part de la costa occidental de l'illa de Niue, en l'oceà Pacífic Sud. S'estén des de la punta Makapu en el nord-oest de l'illa, fins a la punta Halagigie en l'extrem occidental de l'illa.
La vila més gran de l'illa, Alofi, està situada prop de la costa de la badia, com també ho estan els assentaments més petits de Aliutu i Tufukia.